# Паспом
 Паспом — посёлок в Усть-Куломском районе Республики Коми в составе сельского поселения Усть-Кулом.

## География
Расположен на левобережье Вычегды на расстоянии примерно 2,5 км по прямой от районного центра села Усть-Кулом на юго-запад.

## История
Известен с 1956 года как посёлок лесозаготовителей. Население составляло 648 чел.(1970), 601(1989), причём коми было 50 %, русские 32 %, 553(1995).

## Население
Постоянное население составляло 489 человек (коми 52 %, русские 35 %) в 2002 году, 346 в 2010.